# إريك جونسون (سياسي أمريكي، مواليد 1975)
إريك جونسون (بالإنجليزية: Eric Johnson) هو سياسي أمريكي، ولد في 10 أكتوبر 1975 في دالاس في الولايات المتحدة. نشط حزبياً في الحزب الديمقراطي. وقد انتخب عضو مجلس نواب تكساس.